# Lynch (Nebraska)
Pour les articles homonymes, voir Lynch.
Lynch est un village du comté de Boyd, dans l'État du Nebraska, aux États-Unis. En 2020, il comptait une population de 194 habitants.